# Hugh Huxley
Hugh Esmor Huxley FRS (25 de febrero de 1924 - 25 de julio de 2013) fue un biólogo británico, profesor de biología en la Universidad Brandeis de Massachusetts, Estados Unidos.
Recibió su doctorado en el Christ's College de la Universidad de Cambridge. Era famoso por su estudio de la estructura del músculo humano. En la década de 1950 fue uno de los pioneros en el uso de microscopios electrónicos para establecer el modelo de filamentos con el que se explica la contracción muscular mediante el deslizamiento entre filamentos de actina y miosina en los músculos esqueléticos estriados. Continuó sus investigaciones en pro del entendimiento de la estructura muscular con microscopios electrónicos y difracción de rayos X.
Ha sido elegido Miembro de la Royal Society en 1960 y galardonado con varios premios como el Premio Louisa Gross Horwitz de la Universidad de Columbia (1971), la Medalla Royal (1977), el Premio Mundial de Ciencias Albert Einstein (1987) o la Medalla Copley (1997). Era además un distinguido seguidor de las doctrinas humanísticas y defensor de la Asociación Humanista Británica.